# Fiat 130
Fiat 130 — автомобіль верхнього середнього класу (класу E за європейською класифікацією) випускався компанією Fiat, з 1969 по 1977 рік.

## Опис

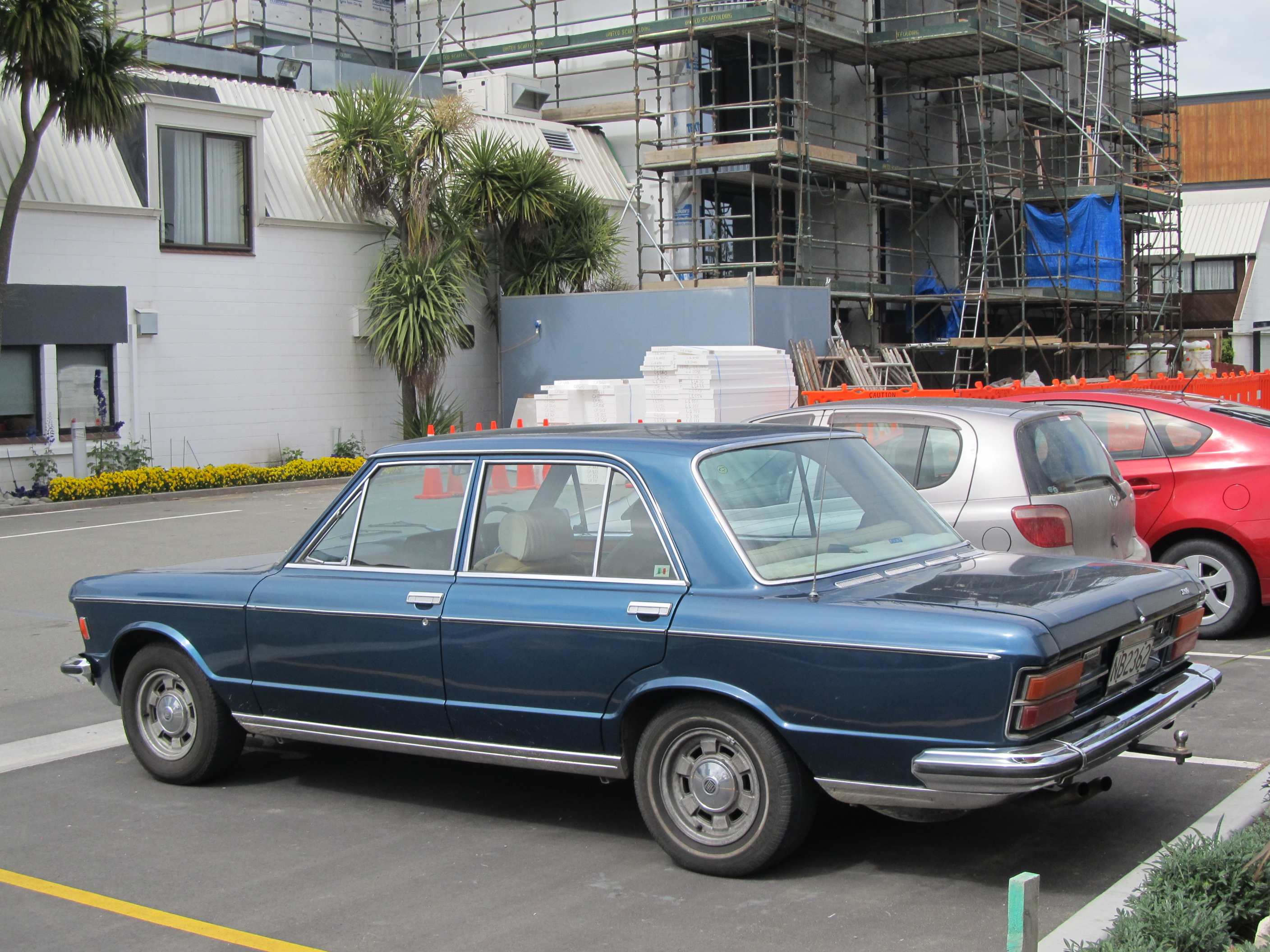

Автомобільл виготовлявся у варіантах седан і купе.

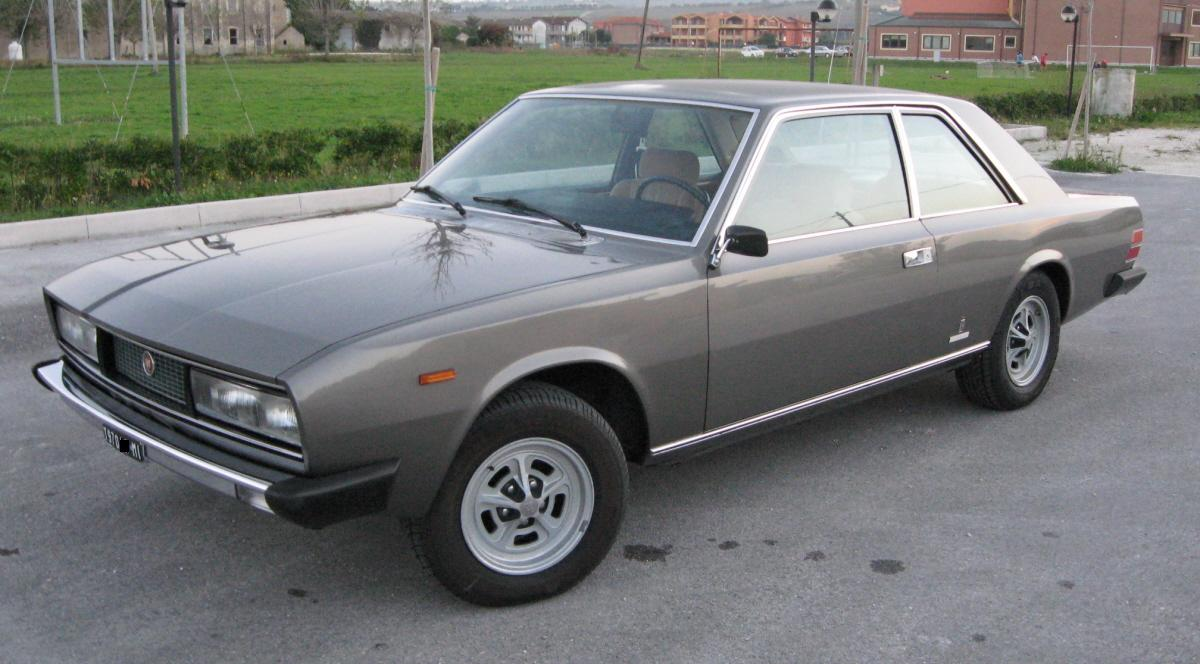
Fiat 130 Coupé

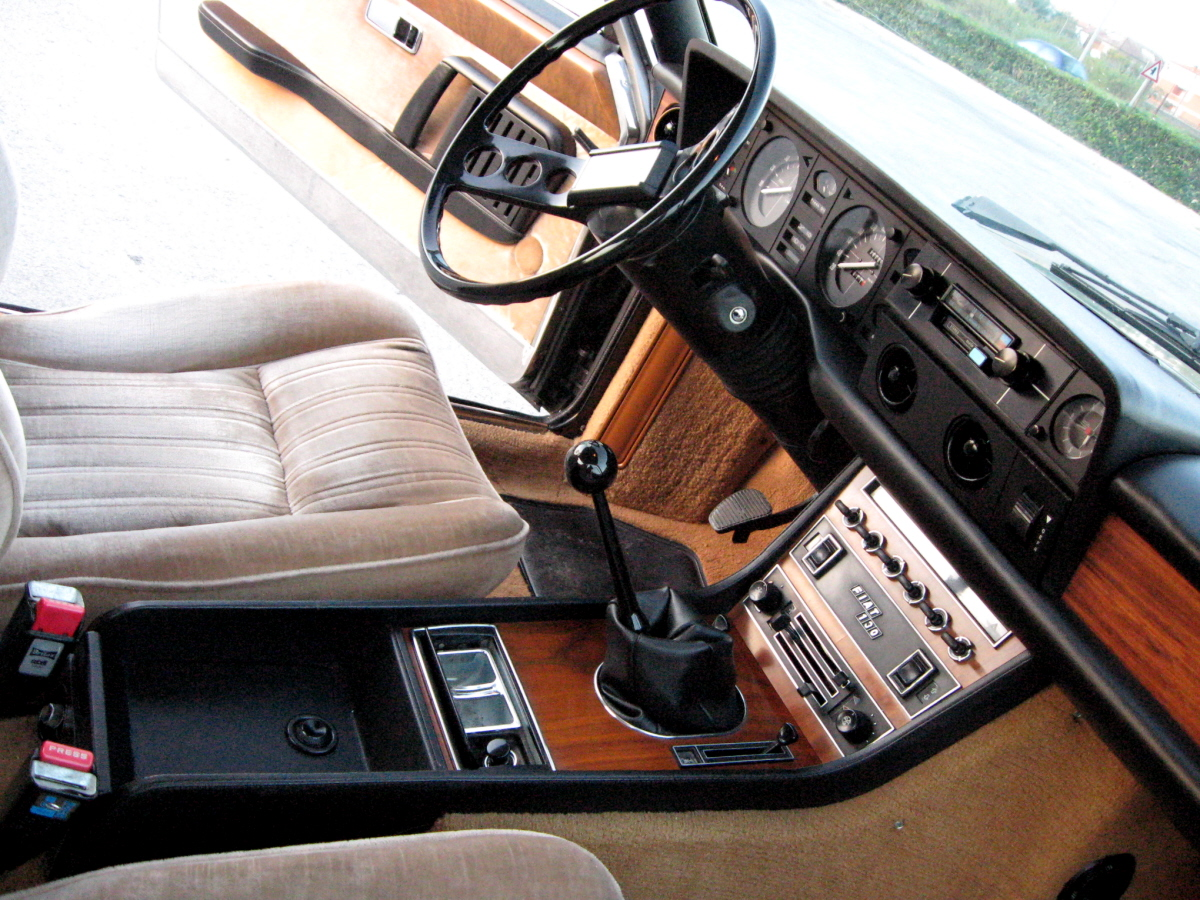

У виконанні седан був показаний на 39-му  автосалоні в Женеві в березні 1969.  Автомобіль прийшов на заміну представницькому седану Fiat 2300. Машина була дуже сучасною з незалежною підвіскою всіх коліс (торсіонна підвіска спереду і пружинна ззаду), гідропідсилювач керма в стандартній комплектації і дискові гальма на всіх колесах. Також на цій моделі Fiat вперше став встановлювати генератор змінного струму замість постійного.
Купе, засноване на тій же платформі було представлено в березні 1971 року. Воно було розроблено та побудовано фірмою Pininfarina, і трохи відрізнялося за своїм виглядом (купе комплектувалося бензиновим двигуном V6, об'ємом 3235 см3, яким також почав комплектуватись модернізований седан 130B, представлений в 1971 році). Купе було навіть більш розкішним ніж седан - в ньому навіть була кнопка, за допомогою якої водій міг відкрити пасажирські двері. На додаток до цієї моделі були розроблені ще дві варіації моделі: дводверний універсал і чотиридверний седан «Opera».
Випуск седанів було припинено в 1976 році, всього вироблено 15 093 автомобіля. Купе закінчили виробляти роком пізніше. Всього вироблено 4 294 примірника. Фіат 130 став останньою моделлю Фіат, яка була присутня в класі повнорозмірних седанів і конкурувала з такими моделями, як німецькі Mercedes-Benz W114/W115, Mercedes-Benz W123 і BMW E12 і французькі Peugeot 604 і Citroën CX. Надалі функцію італійських автомобілів бізнес-класу виконували топ-моделі брендів Lancia і Alfa Romeo.
.

## Двигуни
- 2.8 L SOHC V6 160 к.с.
- 3.2 L SOHC V6 165 к.с.